# Randy Rhoads
Randall William Rhoads, bedre kendt som Randy Rhoads, (6. december 1956 – 19. marts 1982) var en amerikansk guitarist, bedst kendt for sin rolle som lead guitarist i Ozzy Osbournes soloband. Før det spillede han en kort overgang i Quiet Riot. Rhoads regnes i dag for at være en af verdens bedste og mest indflydelsesrige guitarister.[kilde mangler] Han blev kendt for sin unikke spillestil, som var stærkt inspireret af klassisk guitar. Rhoads var med til at skrive flere af Osbournes bedst kendte sange, såsom "Crazy Train" og "Mr. Crowley", som begge var fra Osbournes debutalbum Blizzard of Ozz.
19. marts 1982 blev Rhoads som 25-årig dræbt i et flystyrt.

## Fodnoter
1. ↑  Alexi Laiho-biografi Arkiveret 16. juli 2008 hos  Wayback Machine på scythes-of-bodom.com